# Movistar Open 1998 - Qualificazioni singolare
Le qualificazioni del singolare  del Movistar Open 1998 sono state un torneo di tennis preliminare per accedere alla fase finale della manifestazione. I vincitori dell'ultimo turno sono entrati di diritto nel tabellone principale. In caso di ritiro di uno o più giocatori aventi diritto a questi sono subentrati i lucky loser, ossia i giocatori che hanno perso nell'ultimo turno ma che avevano una classifica più alta rispetto agli altri partecipanti che avevano comunque perso nel turno finale.
Le qualificazioni del torneo Movistar Open 1998 prevedevano 32 partecipanti di cui 4 sono entrati nel tabellone principale.

## Teste di serie
1. Assente
2. Jordi Burillo (primo turno)
3. Dennis van Scheppingen (primo turno)
4. Hernán Gumy (secondo turno)

1. Marcelo Filippini (primo turno)
2. Márcio Carlsson (ultimo turno)
3. Marzio Martelli (ultimo turno)
4. André Sá (Qualificato)

## Qualificati
1. André Sá
2. Mariano Hood

1. Eduardo Medica
2. Luis Morejon

## Tabellone

### Legenda
| - Q = Qualificato - WC = Wild card - LL = Lucky loser | - ALT = Alternate - SE = Special Exempt - PR = Protected Ranking | - w/o = Walkover - r = Ritirato - d = Squalificato |

### Sezione 1
|  | Primo turno                | Primo turno                | Primo turno                | Primo turno | Primo turno |  |  | Secondo turno       | Secondo turno       | Secondo turno       | Secondo turno | Secondo turno |   |   | Ultimo turno | Ultimo turno  | Ultimo turno  | Ultimo turno | Ultimo turno |  |
|  |                            |                            |                            |             |             |  |  |                     |                     |                     |               |               |   |   |              |               |               |              |              |  |
|  | Ruben Fernandez-Gil        | Ruben Fernandez-Gil        | 3                          | 6           | 7           |  |  |                     |                     |                     |               |               |   |   |              |               |               |              |              |  |
|  | Victor Sendin-Huelves      | Victor Sendin-Huelves      | 6                          | 3           | 5           |  |  | Ruben Fernandez-Gil | Ruben Fernandez-Gil | Ruben Fernandez-Gil | 6             | 4             |   |   |              |               |               |              |              |  |
|  | Joan Balcells              | Joan Balcells              | Joan Balcells              | 6           | 6           |  |  | Joan Balcells       | Joan Balcells       | Joan Balcells       | 7             | 6             |   |   |              |               |               |              |              |  |
|  | Salvador Navarro-Gutierrez | Salvador Navarro-Gutierrez | Salvador Navarro-Gutierrez | 1           | 4           |  |  |                     |                     |                     |               |               |   |   |              | Joan Balcells | Joan Balcells | 4            | 1            |  |
|  | Diego Moyano               | Diego Moyano               | Diego Moyano               | 6           | 6           |  |  |                     |                     | 8                   | André Sá      | André Sá      | 6 | 6 |              |               |               |              |              |  |
|  | Sebastián Prieto           | Sebastián Prieto           | Sebastián Prieto           | 3           | 3           |  |  |                     | Diego Moyano        | Diego Moyano        | 3             | 0             |   |   |              |               |               |              |              |  |
|  | 8                          | André Sá                   | André Sá                   | 6           | 6           |  |  | 8                   | André Sá            | André Sá            | 6             | 6             |   |   |              |               |               |              |              |  |
|  |                            | Luis Horna                 | Luis Horna                 | 4           | 4           |  |  |                     |                     |                     |               |               |   |   |              |               |               |              |              |  |

### Sezione 2
|  | Primo turno        | Primo turno        | Primo turno        | Primo turno | Primo turno |  |  | Secondo turno     | Secondo turno      | Secondo turno | Secondo turno   | Secondo turno   |   |   | Ultimo turno | Ultimo turno | Ultimo turno | Ultimo turno | Ultimo turno |  |
|  |                    |                    |                    |             |             |  |  |                   |                    |               |                 |                 |   |   |              |              |              |              |              |  |
|  |                    | Francisco Cabello  | Francisco Cabello  | 6           | 6           |  |  |                   |                    |               |                 |                 |   |   |              |              |              |              |              |  |
|  | 2                  | Jordi Burillo      | Jordi Burillo      | 1           | 4           |  |  | Francisco Cabello | Francisco Cabello  | 6             | 2               | 3               |   |   |              |              |              |              |              |  |
|  | Mariano Hood       | Mariano Hood       | Mariano Hood       | 6           | 6           |  |  | Mariano Hood      | Mariano Hood       | 4             | 6               | 6               |   |   |              |              |              |              |              |  |
|  | Juan-Felipe Yanez  | Juan-Felipe Yanez  | Juan-Felipe Yanez  | 2           | 1           |  |  |                   |                    |               |                 |                 |   |   |              | Mariano Hood | Mariano Hood | 6            | 7            |  |
|  | Ricardo Schlachter | Ricardo Schlachter | Ricardo Schlachter | 6           | 6           |  |  |                   |                    | 7             | Marzio Martelli | Marzio Martelli | 3 | 6 |              |              |              |              |              |  |
|  | David Sánchez      | David Sánchez      | David Sánchez      | 2           | 1           |  |  |                   | Ricardo Schlachter | 6             | 4               | 4               |   |   |              |              |              |              |              |  |
|  | 7                  | Marzio Martelli    | Marzio Martelli    | 6           | 6           |  |  | 7                 | Marzio Martelli    | 2             | 6               | 6               |   |   |              |              |              |              |              |  |
|  |                    | Héctor Moretti     | Héctor Moretti     | 4           | 4           |  |  |                   |                    |               |                 |                 |   |   |              |              |              |              |              |  |

### Sezione 3
|  | Primo turno             | Primo turno             | Primo turno             | Primo turno | Primo turno |  |  | Secondo turno           | Secondo turno           | Secondo turno           | Secondo turno           | Secondo turno           |   |   | Ultimo turno   | Ultimo turno   | Ultimo turno   | Ultimo turno | Ultimo turno |  |
|  |                         |                         |                         |             |             |  |  |                         |                         |                         |                         |                         |   |   |                |                |                |              |              |  |
|  |                         | Gastón Gaudio           | Gastón Gaudio           | 6           | 6           |  |  |                         |                         |                         |                         |                         |   |   |                |                |                |              |              |  |
|  | 3                       | Dennis van Scheppingen  | Dennis van Scheppingen  | 3           | 1           |  |  | Gastón Gaudio           | Gastón Gaudio           | Gastón Gaudio           | 1                       | 4                       |   |   |                |                |                |              |              |  |
|  | Eduardo Medica          | Eduardo Medica          | 2                       | 6           | 6           |  |  | Eduardo Medica          | Eduardo Medica          | Eduardo Medica          | 6                       | 6                       |   |   |                |                |                |              |              |  |
|  | Federico Browne         | Federico Browne         | 6                       | 4           | 2           |  |  |                         |                         |                         |                         |                         |   |   | Eduardo Medica | Eduardo Medica | Eduardo Medica | 6            | 6            |  |
|  | Juan-Albert Viloca-Puig | Juan-Albert Viloca-Puig | Juan-Albert Viloca-Puig | 6           | 7           |  |  |                         |                         | Juan-Albert Viloca-Puig | Juan-Albert Viloca-Puig | Juan-Albert Viloca-Puig | 0 | 2 |                |                |                |              |              |  |
|  | Raul Valdes             | Raul Valdes             | Raul Valdes             | 3           | 5           |  |  | Juan-Albert Viloca-Puig | Juan-Albert Viloca-Puig | 3                       | 6                       | 7                       |   |   |                |                |                |              |              |  |
|  |                         | Marcelo Charpentier     | Marcelo Charpentier     | 6           | 7           |  |  | Marcelo Charpentier     | Marcelo Charpentier     | 6                       | 4                       | 5                       |   |   |                |                |                |              |              |  |
|  | 5                       | Marcelo Filippini       | Marcelo Filippini       | 2           | 5           |  |  |                         |                         |                         |                         |                         |   |   |                |                |                |              |              |  |

### Sezione 4
|  | Primo turno    | Primo turno         | Primo turno         | Primo turno | Primo turno |  |  | Secondo turno | Secondo turno   | Secondo turno   | Secondo turno   | Secondo turno   |   |   | Ultimo turno | Ultimo turno | Ultimo turno | Ultimo turno | Ultimo turno |  |
|  |                |                     |                     |             |             |  |  |               |                 |                 |                 |                 |   |   |              |              |              |              |              |  |
|  | 4              | Hernán Gumy         | Hernán Gumy         | 6           | 6           |  |  |               |                 |                 |                 |                 |   |   |              |              |              |              |              |  |
|  |                | Oscar Serrano-Gamez | Oscar Serrano-Gamez | 3           | 3           |  |  | 4             | Hernán Gumy     | 1               | 6               | 3               |   |   |              |              |              |              |              |  |
|  | Luis Morejon   | Luis Morejon        | 6                   | 1           | 6           |  |  |               | Luis Morejon    | 6               | 3               | 6               |   |   |              |              |              |              |              |  |
|  | Adrián García  | Adrián García       | 3                   | 6           | 3           |  |  |               |                 |                 |                 |                 |   |   |              | Luis Morejon | Luis Morejon | 6            | 6            |  |
|  | Jan Weinzierl  | Jan Weinzierl       | Jan Weinzierl       | 7           | 6           |  |  |               |                 | 6               | Márcio Carlsson | Márcio Carlsson | 2 | 1 |              |              |              |              |              |  |
|  | Hermes Gamonal | Hermes Gamonal      | Hermes Gamonal      | 6           | 4           |  |  |               | Jan Weinzierl   | Jan Weinzierl   | 6               | 1               |   |   |              |              |              |              |              |  |
|  | 6              | Márcio Carlsson     | Márcio Carlsson     | 7           | 6           |  |  | 6             | Márcio Carlsson | Márcio Carlsson | 7               | 6               |   |   |              |              |              |              |              |  |
|  |                | Francisco Costa     | Francisco Costa     | 6           | 4           |  |  |               |                 |                 |                 |                 |   |   |              |              |              |              |              |  |